# Makabi Tel Aviv BC

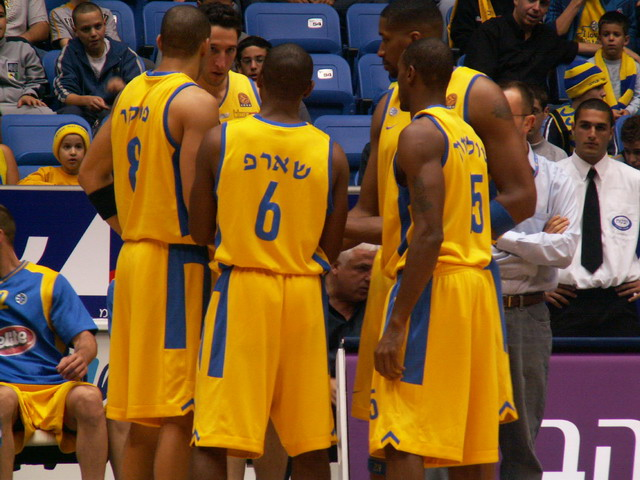
Hráči Makabi Tel Aviv

Makabi „Playtika“ Tel Aviv (hebrejsky: מכבי תל אביב) je telavivský profesionální basketbalový tým, zúčastňující se izraelských a evropských basketbalových soutěží. Jedná se o basketbalovou divizi sportovního klubu Makabi Tel Aviv. Založen byl v roce 1932. Od 1. července 2008 se v názvu klubu nachází jméno sponzora klubu – společnosti Electra.
Klub dominuje izraelskému basketbalu a do dnešní doby vyhrál 48 Mistrovství izraelské superligy (včetně 23 vítězství v řadě v letech 1970 až 1992) a 37 Izraelský pohár. Makabi patří mezi vynikající kluby účastnící se Evropské ligy a od roku 1977 pětkrát Evropský pohár vyhrál a osmkrát skončil na druhém místě.
Mezi známé basketbalisty, kteří hráli za klub Makabi Tel Aviv patří: Tal Brody, Mickey Berkowitz, Doron Jamchy, Tom Chambers, Anthony Parker, Beno Udrih, Šarūnas Jasikevičius a Carlos Arroyo, .